# 堤通出入口
堤通出入口（つつみどおりでいりぐち）は、東京都墨田区にある首都高速道路6号向島線の出入口である。上下線双方の出口・入口とも設置されているフルインターチェンジである。なお、堤通出入口のある墨田区堤通には、このほかに隣のインターチェンジである向島出入口（のうち、上下線の出口部分だけ）も存在する。

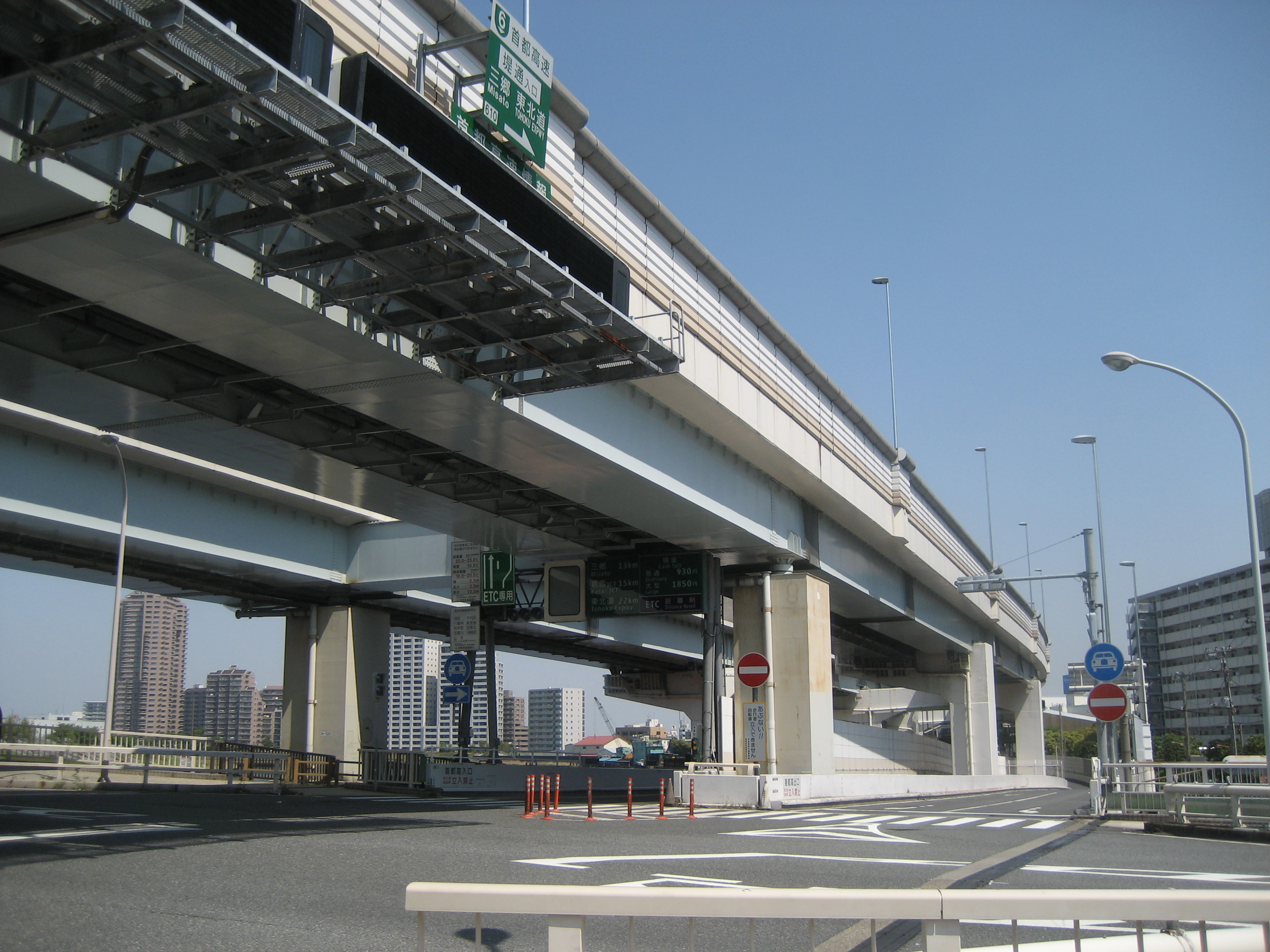
堤通出入口（堀切JCT方面側）

## 周辺
- 水神大橋
- 鐘ヶ淵陸橋
- 墨堤通り
- 東武スカイツリーライン鐘ヶ淵駅
- 東京都リハビリテーション病院
- 白鬚東アパート
- 東白鬚公園
- 東京都立産業技術高等専門学校荒川キャンパス
- 汐入公園

## 隣
首都高速6号向島線
(606,607)向島出入口 - (609,610)堤通出入口 - 堀切JCT

## 料金所

### 三郷方面
- レーン数：2
  - ETC専用：1
  - ETC・一般：1

### 銀座方面
- レーン数：2
  - ETC専用：1
  - ETC・一般：1